# مساعد وزير الطاقة للطاقة النووية

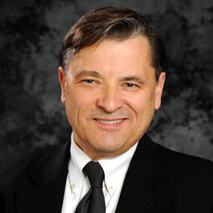

مساعد وزير الطاقة للطاقة النووية هو رئيس مكتب الطاقة النووية في وزارة الطاقة بالولايات المتحدة.

## المسئولية
هو المسؤول عن أبحاث التكنولوجيا النووية وتطوير وإدارة البنية التحتية للتكنولوجيا النووية التابعة للوزارة.

## الميزانية
ينفذ مساعد وزير الطاقة للطاقة النووية ميزانية يبلغ مجموعها 870 مليون دولار في السنة.

## التعيين
يعين الرئيس الأمريكي  مساعد وزير الطاقة للطاقة النووية بنصيحة وموافقة مجلس الشيوخ.